# ルッセファイリング

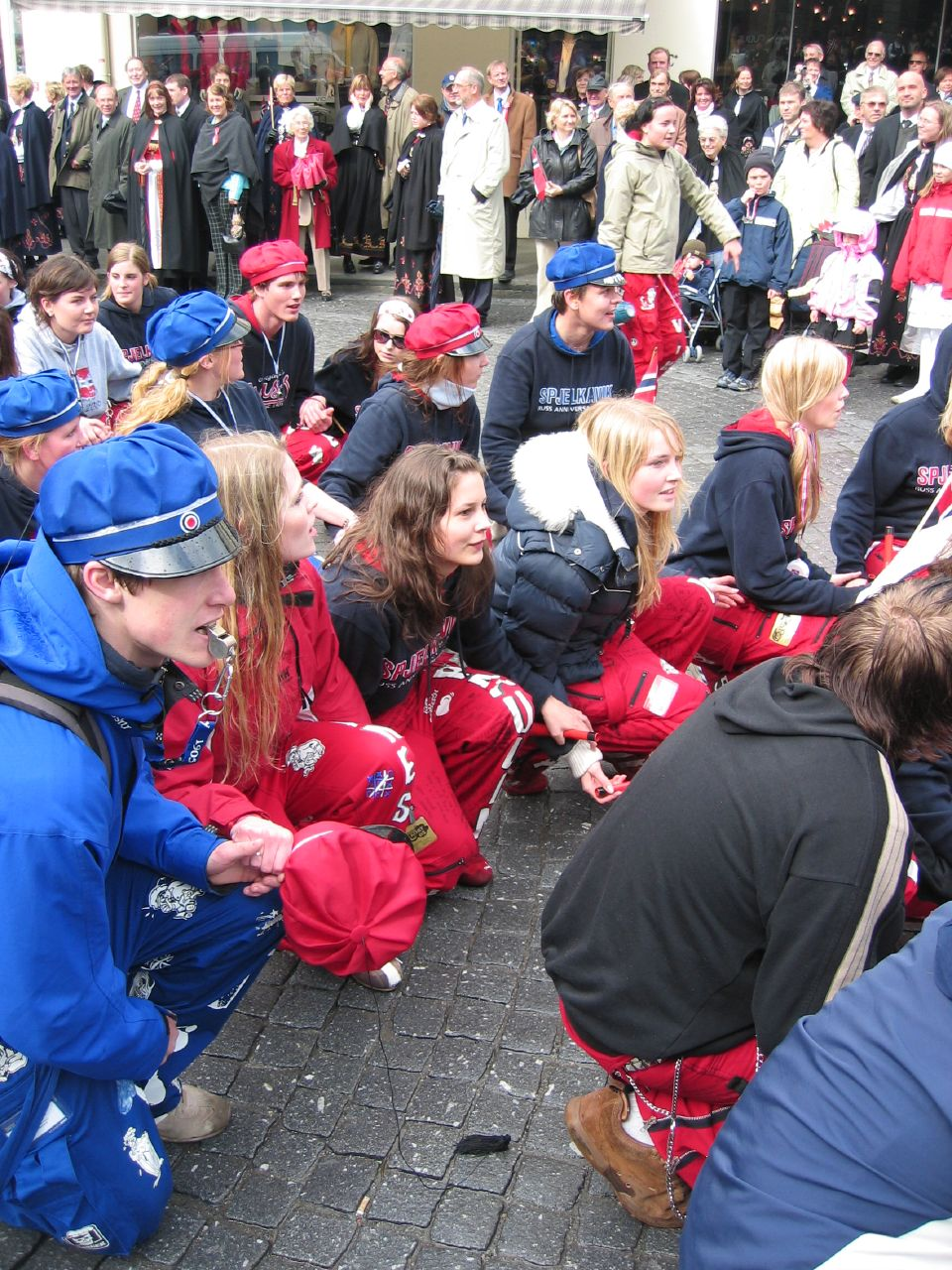
2005年5月17日にノルウェーのオスロで開催されたパレードに参加するルス

ルッセファイリング（諾: russefeiring、英: russ celeblation）は、ノルウェーの高校生が春の最終学期を迎える時に行われる伝統的な祝賀会。祝賀会に参加する生徒はルスと呼ばれる。伝統的に、祝賀会は4月20日頃に始まり、ノルウェーの憲法記念日である5月17日に終わる。この時期は、祝賀会の影響で酔っ払いや公の場での騒動が定期的に発生する。参加者は色の付いたオーバーオールを着用する。一部の参加者はグループを結成し、バスや車、バンにグループ名やロゴを塗装する。

## 歴史
現代のノルウェーのルッセファイリングの歴史は、1905年に高等教育制度への入学が間近に迫っているのを示す証として卒業式に赤いルス帽子が導入された事に始まる。赤いルス帽子は1904年にノルウェーを訪れた際に赤い帽子を被っていたドイツの学生から着想を得た物であり、1905年以前は男子のみが帽子を着用していた。1916年、経済学を専門とする名門高校のオスロ商業学校で、一般的な卒業生と区別するために青い帽子が導入された。後に祝賀会の規模は少しずつ拡大し、帽子と同様に色の付いたオーバーオールが導入され、帽子は祝賀会の最終日のために取っておくのが慣例となった。
ノーベル文学賞を受賞したビョルンスティエルネ・ビョルンソンは、自身の詩『Jeg velger meg April』の中で、ルッセファイリングの精神を伝えようとした。ルッセファイリングは、特に20世紀初頭からの数々の詩や歌の歌詞に現れている。
時が経つに連れて専門課程を卒業した学生にも祝賀会への参加が徐々に許可され、オーバーオールや帽子の色が更に追加された。その後、ルッセファイリングは後期中等教育終了の一般的な祝賀会となった。
ノルウェーでは、多くの生徒がルッセファイリングの直前に18歳になる。18歳になると酒の購入と運転免許証の取得が可能になる。そのため、祝賀会の盛り上がりはアルコール消費の増加にも繋がり、1970年代には古い車やバン、バス、更には貨物自動車等を購入してオーバーオールと同じ色で塗装するのが一般的になった。ルッセファイリングの間、車両は広範囲に装飾され、移動式の家やルスのためのパーティー会場としての機能を果たす。車内にはテーブル、椅子、二段ベッド、音響と照明のシステム、メロディックなホーンが備え付けられる。車両は「ルッセビレル」と呼ばれた。1980年代になると貨物自動車から荷台を剥ぎ取り代わりにフレームにログハウスを作るのが一般的になるが、安全性の問題から1990年代初頭に禁止され、全てのルス車にルスではない運転手の指名を義務付ける規制も導入された。この規制は1990年代後半に導入された運転手の飲酒禁止政策と相俟って、ルス車の事故件数を大幅に減少させた。
以前はルスの車やバスが学校の敷地内や駐車場、ビーチ等に集合して即席のパーティーをしており、時には数百台の車やバスが1つの場所に集まることもあった。現在でもルスが即席のパーティーのために車を集める場合があるが稀であり、最終的にパーティー等のイベントは商業的な組合が開催し、参加者の安全のために責任を負うようになった。
2000年代初頭、国はルッセファイリングの間のパーティーや飲酒の影響への心配から、祝賀会の規模を縮小しようと5月下旬から6月上旬に行われていた公立学校の期末試験の一部を5月上旬に繰り上げた。パーティーではなく受験生に試験対策を強要することで、問題の範囲を狭めようとする考えだった。しかしこれに目立った効果はなく、生徒がパーティーのために成績を犠牲にすることが唯一の効果であるという生徒会の主張で試験が後ろ倒しになった。

## 期間
各都市で日程が異なるが、祝賀会は4月11日から5月1日の間に開始される。開始日から参加者はオーバーオールを着て乗り物に乗り込み、正式にルスになることが許されている。それからは、ノルウェーの憲法記念日に当たる5月17日までほとんど絶え間なく祝賀会は続く。最終日にはルスは帽子を授与され、伝統的な5月17日のパレードに参加する。その間にも、ルスが参加する小規模から大規模のイベントが幾つかある。通常、最大のパーティーの日程は、学生の帽子に個人的なルスの名前を書き「洗礼」が行われる1日目と、2番目に大きなパーティーのある5月16日の夜である。

## 機能
ルッセファイリングはノルウェーでは長年の伝統であり、主要な文化現象でもある。12年、13年の教育期間の終わりが目前に迫っているのを祝うこととは別に、大人になるための通過儀礼、そして仕事や高等教育を求めて別々の道を歩むことになる後期中等教育学校の同級生との別れの儀式となっている。そのため、この時期はノルウェーのほとんどの青年の人生で重要な時期である。
期間中に、ルス会議と訳すことのできる「ルッセトレフ」が行われる。このイベントでは1日から数日間、割り当てられた場所に約1万人のルスが集まる。イベント中はコンサート、幾つかのサークルのバス大会、ビールや食べ物の販売がある。
ルッセファイリングへの参加は任意だが、全く参加しない生徒はほとんどいない。しかし、個人的な理由や宗教的な理由でアルコールを摂取しない生徒もおり、そのため、「tre ukers fylla」としてのイメージに貢献する多くの祝賀会の性質に反対している。この生徒達は、他のルスと共通の祝賀会には参加せず、「クリステンルス」のように独自の行事を行うケースもある。

### オーバーオールの色
幾つかの異なる種類のルスがおり、多くの学生が期間中に身に付けている帽子や伝統的な制服の色で区別ができる。下記の通り、制服の色は通常その人がどの分野の勉強をしているかを反映している。ただし、スタヴァンゲル等の一部の地域では学校で色が決まっている所もある。一般的に同地域では、例えば校長が青ルスだった場合、何を勉強しているかに関わらず生徒も青ルスになる。専門学校の生徒はやはり黒ルスになるのが普通である。
ルールス
赤ルス。専攻はアルメンファグ、メディアとコミュニケーション、芸術、音楽、ダンス、演劇、陸上競技。これが最も一般的な色である。
ブロールス
青ルス。専攻は経営学。
スヴァートルス
黒ルス。職業教育機関で電子工学、大工職、料理のプログラム等の職業訓練コースを履修した参加者。ノルウェーの職業訓練は2年間の学校教育と1年から2年間の見習いで構成されているため、スヴァートルスは学校卒業時か見習い終了時、またはその両方でお祝いすることができる。多くの赤ルスと青ルスは本当のルスとして認めていないが、幾つかの赤ルスは目立つために黒ルスになる場合がある。実際、黒ラスは18歳以下が多いので、18歳以上限定のパーティー会場に入るために赤いオーバーオールを注文することもある。
グルーンルス
緑ルス。専攻は農学。オレンジルスの代替としても一部で使用されている。
ヴィートルス
白ルス。一部の地域で体育会系や医療系の学生が白を採用している所がある。アルコールなしで祝うキリスト教徒のルスは時々この色を使用しているが、大抵の場合は同級生と同じ色を身に着けている。キリスト教徒のルスは、アルコールの摂取と後述の紐の要求に応える同調圧力を抜きに祝賀会を楽しむため、キリスト教徒同士でグループを形成することがある。
その他
稀に、幼稚園の最終学年の子供達が「ローサルス」の格好をしたり、女の子はピンクルス、男の子は水色ルスの格好をしたりする。中学最後の学年を終えた生徒がオレンジルスや緑ルスの格好をしている所もある。こうした祝賀会は一般的になっていない。

## 紐と催し物
4月の最後の週は毎日異なるテーマが設定され、そのテーマに合わせた服装にすることが求められる。これはストークーカと呼ばれる。代表的なテーマは以下の通りである。
- 性転換の日
- 軍隊の日
- パジャマの日
- ヒーローの日
- エモの日
- ビジネスの日
- Change Tobu Day

軍隊の日には、異なる学校や異なる色のルスが水風船や水鉄砲でお互いに「攻撃」することは非常に一般的である。多くの場合、若い学生は人質に取られて水浸しになる。
窓が割れたり廊下がびしょ濡れになったりすることが多いため、教師や清掃員からは嫌がられている。

### 紐
ルス紐（諾: russeknuter、英: russ knots）はルス帽子に付いている紐で、学生がルッセファイリング期間中にある一定の目標を達成したのを示す様々な報酬をこの紐に付けて行く。それらは単純な結び目であったり、紐に付けられた記念品であったりする。課題のリストは、毎年学校や地域社会のルス委員会で公表される。紐は多くの場合、成就を表すアイテムで構成されている。例えば、菓子のCMに触発されて赤信号で止まった車の後部座席を通過すると、甘い食べ物の包み紙の一部を得ることができる。「ルス紐リスト」が登場したのは1940年代である。

### 名刺

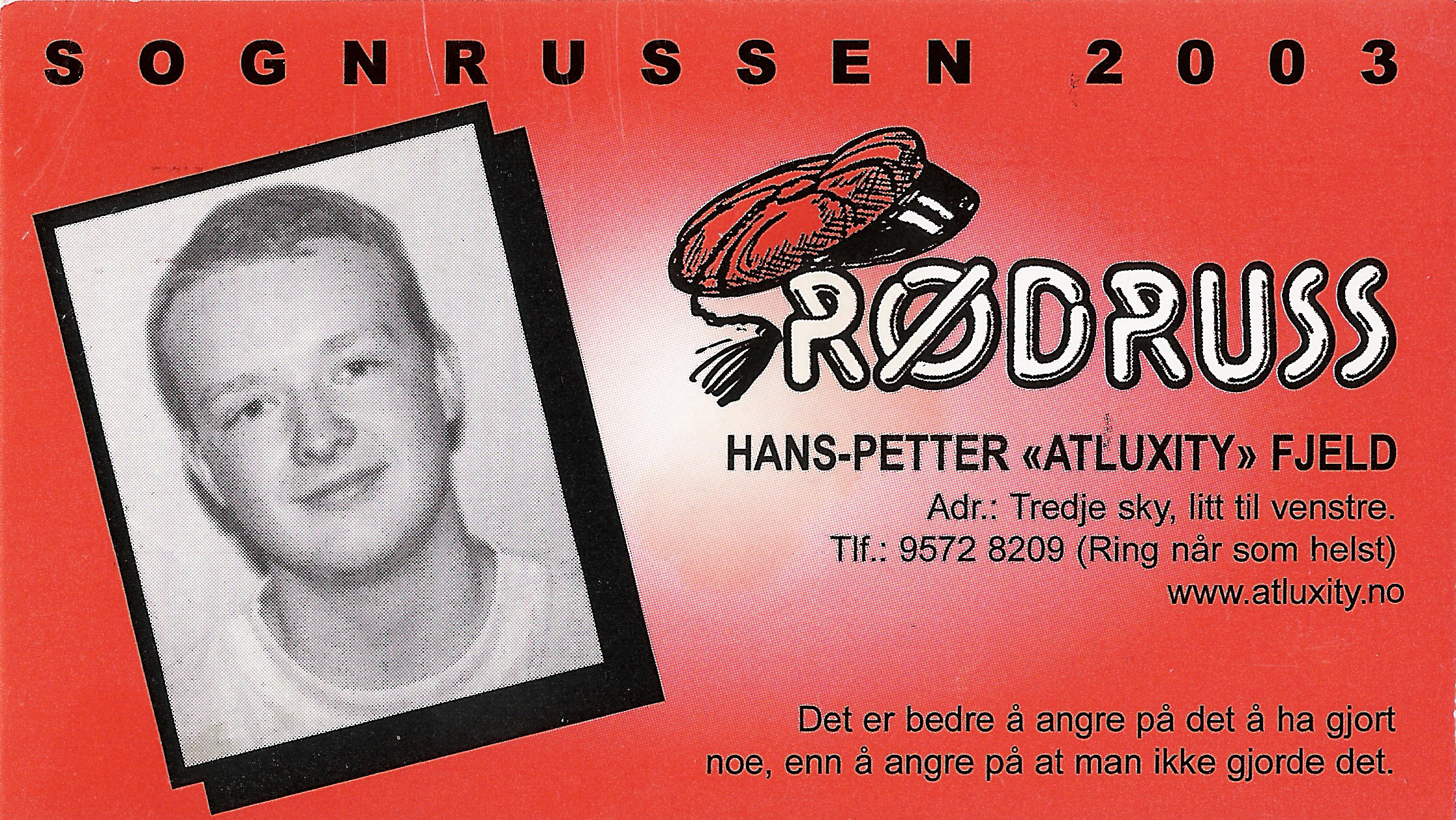
2003年の